# Taille-haie
Pour l’article ayant un titre homophone, voir Taillet.

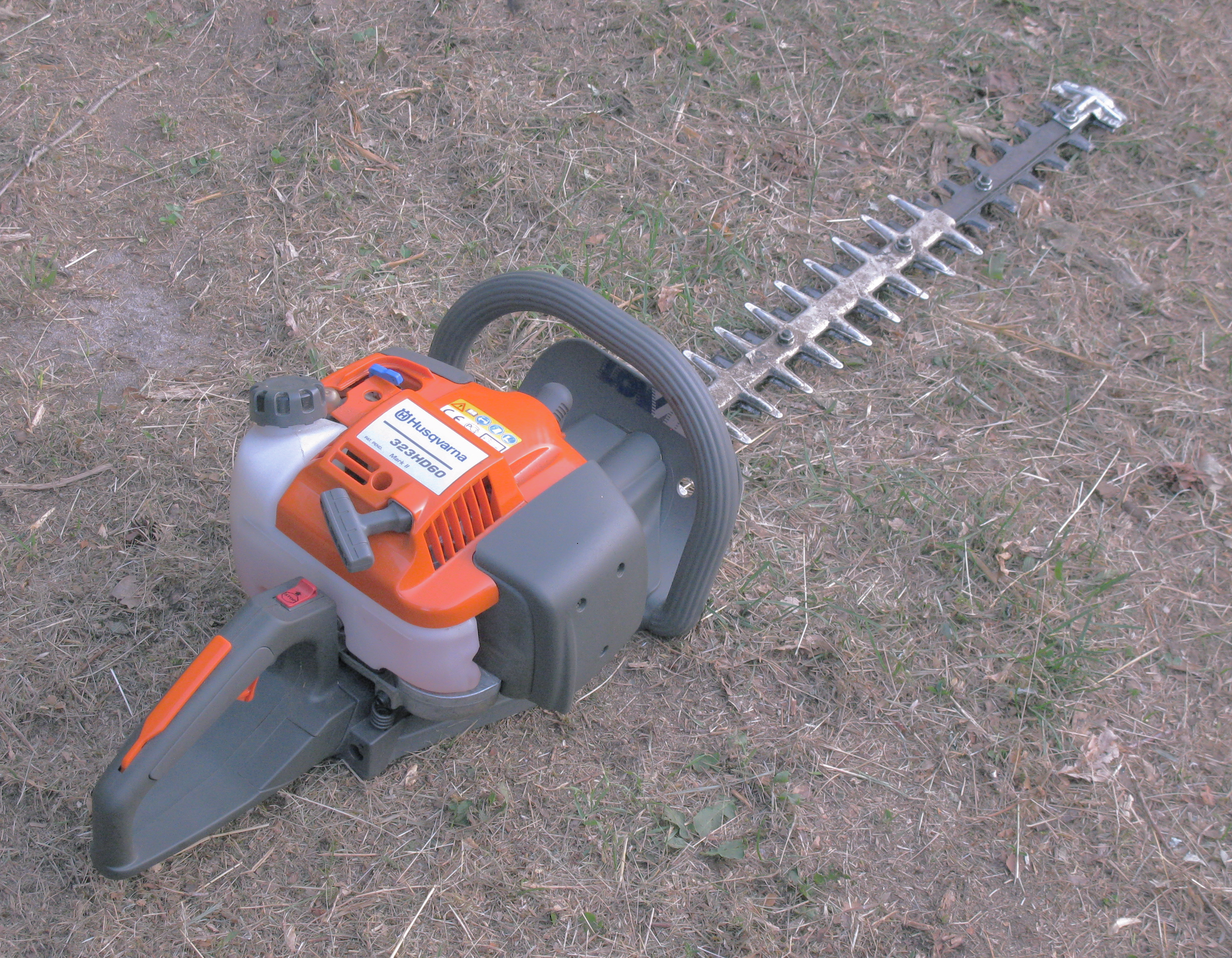
Taille-haie thermique Husqvarna modèle 323HD60.

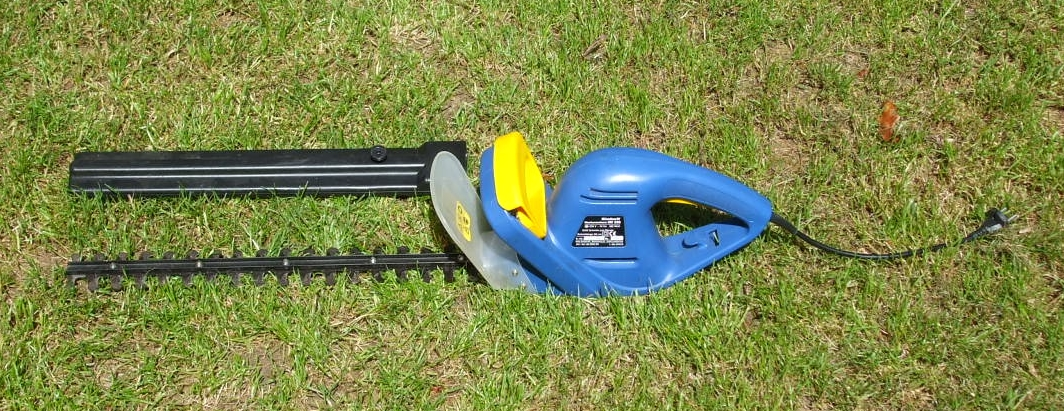
Taille-haie électrique.

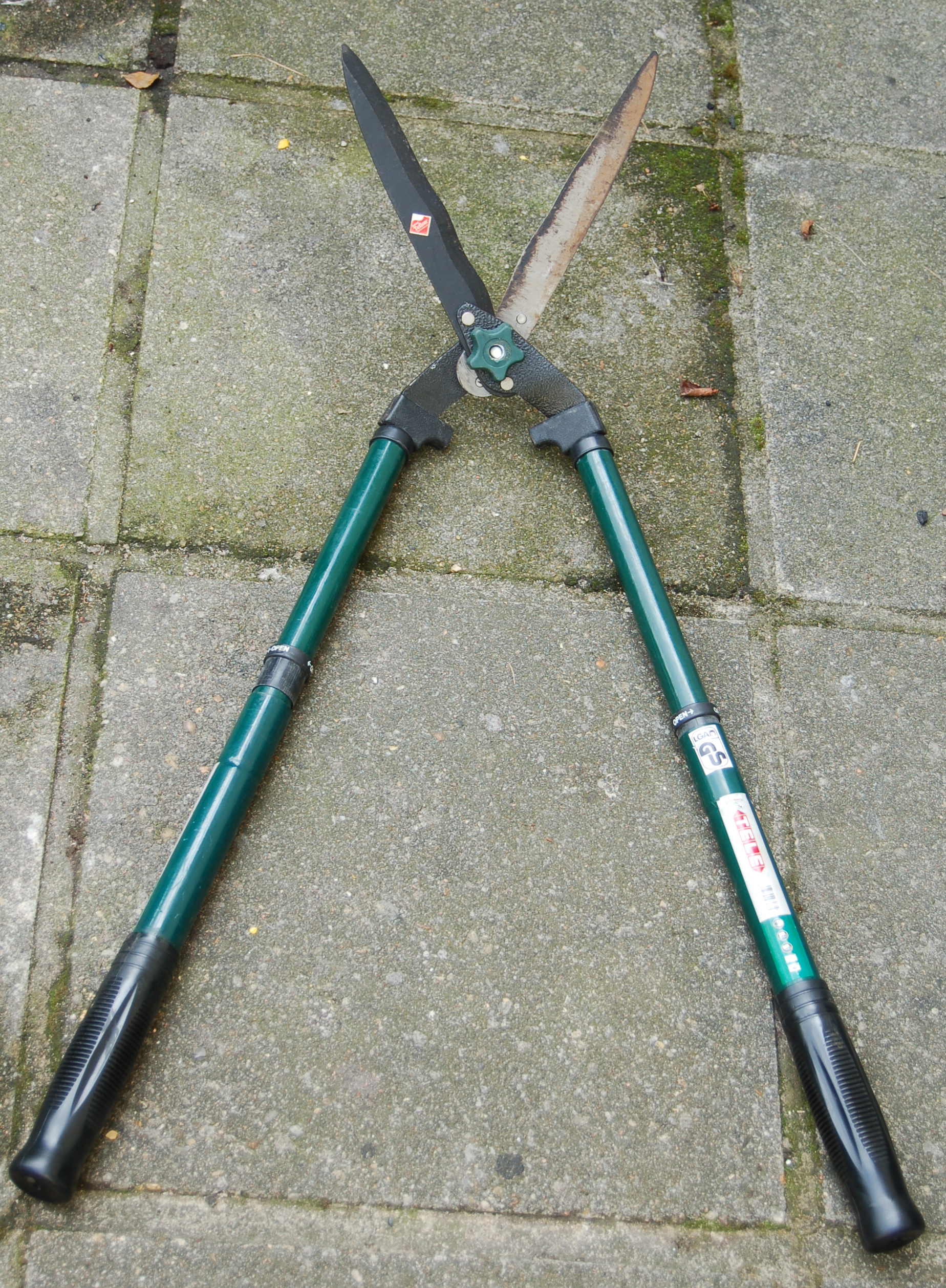
Taille-haie manuel.

Le taille-haie est un outil de jardinage motorisé servant à tailler les haies, tant pour leur formation que pour leur entretien. Le moteur peut être électrique ou thermique. Les taille-haies électriques sont plus légers et plus maniables et le plus souvent utilisés par les particuliers, les modèles à essence étant plutôt réservés aux entreprises horticoles.
Un taille-haie est équipé d'une barre de coupe comprenant une lame mobile équipée de dents trapézoïdales et animée d'un mouvement alternatif très rapide. La lame est aiguisée à l'aide d'un laser ou d'un diamant.
C'est un outil dangereux, normalement muni de dispositifs de sécurité interdisant son emploi si les deux mains ne sont pas posées sur les poignées. Depuis peu la législation interdit  même tout travail en hauteur (sur un escabeau ou une échelle, par exemple) si l'utilisateur n'a pas une main de libre pour s'agripper à la structure, ce qui limite considérablement aujourd'hui l'intérêt d'un taille-haie pour certains travaux de coupe.  
Un dispositif de sécurité permet l'arrêt immédiat du moteur dès qu'une des poignées est relâchée, en supprimant ainsi les risques dus à l'inertie du mouvement de la lame. Bien qu'il facilite la tâche par rapport aux cisailles manuelles encore employées pour certains travaux de moindre ampleur ou plus délicats (taille des buis), son utilisation paraît devoir être repensée pour l'avenir.